# 阿讓通河
阿讓通河（發音：[aʁʒɑ̃tɔ̃] ⓘ），上游部分称阿让河（Argent，[aʁʒɑ̃] ⓘ），是法國曼恩-卢瓦尔省与德塞夫勒省的河流，屬於圖埃河的左支流，河道全長71千米，发源自布雷敘爾，于勒皮诺特尔达姆流入图埃河。

## 外部連結
- http://www.geoportail.fr （页面存档备份，存于）
- Sandre数据库中的阿让通河